# ラウド (リアーナのアルバム)
『ラウド』（原題:Loud）は、米国の女性歌手、リアーナによる5枚目のスタジオ・アルバムである。デフ・ジャム・レコードとSRP Recordsによって2010年11月12日にリリースされた。

## 概要

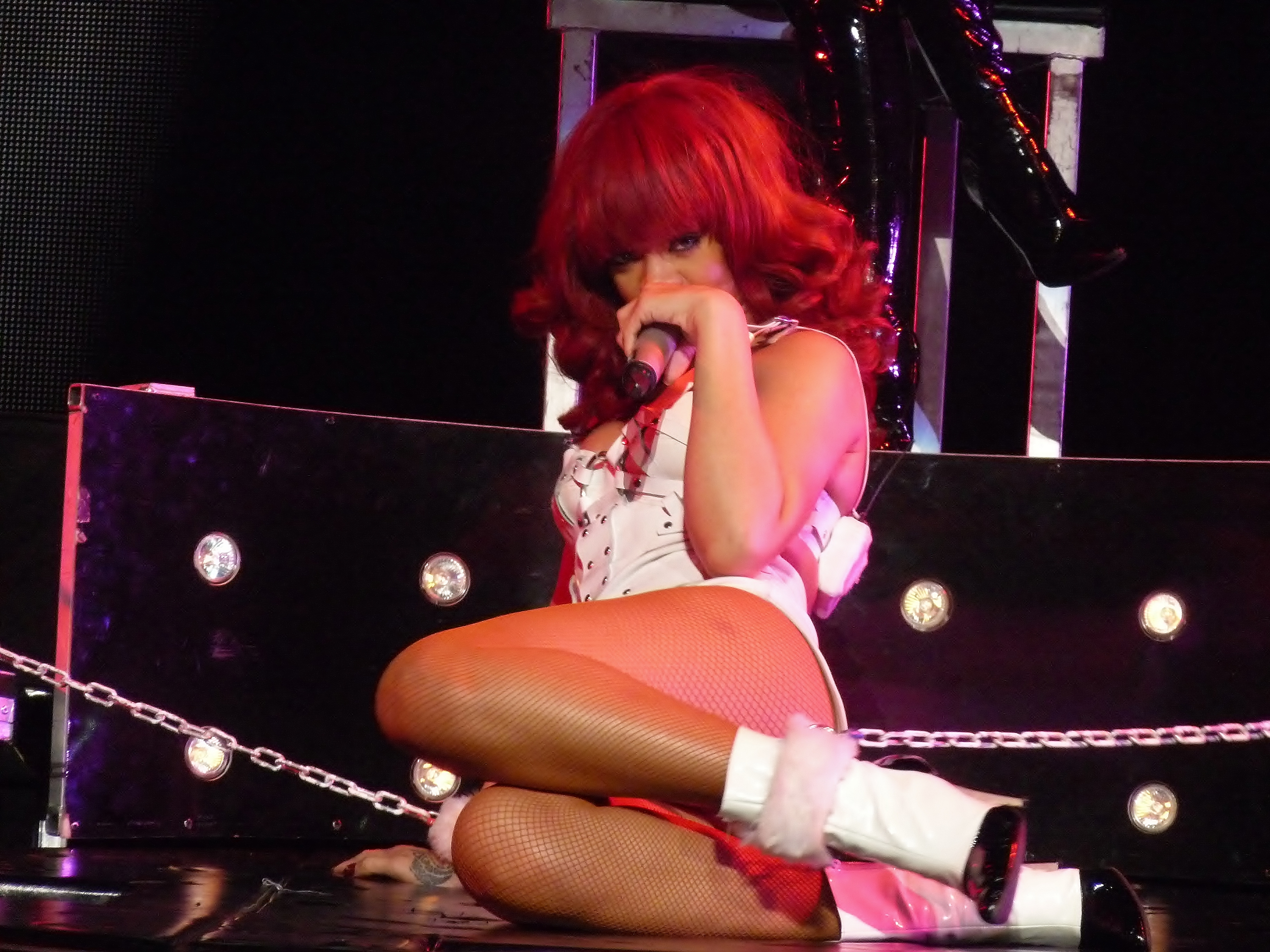
"Loud Tour"（2011年6月）

リアーナと共にL.A.リードが本作のエグゼクティブプロデューサーであり、スターゲイト 、Sandy Vee、The Runners、トリッキー・スチュワート、Alex da Kidなどのプロデューサーが参加した。
本作には、ラッパーのエミネム、ドレイク、ニッキー・ミナージュがゲストヴォーカリストが参加。エミネムとは「Love the Way You Lie」の続編である「Love the Way You Lie（Part II）」で競演した。
1stシングル「オンリー・ガール (イン・ザ・ワールド)」はリアーナにとって9曲目の全米1位楽曲（８曲目は2ndシングル「ホワッツ・マイ・ネーム feat. ドレイク）となった。ビルボードHot100において2ndシングルが1位になった後に､1stシングルが1位になるというのは史上初の快挙であった。「S&M」は、2011年ビルボード音楽賞で歌われたブリトニー・スピアーズとのデュエット番が､リミックス版として発売され､10曲目の1位獲得作品となった。（当時の記録として）00年代以降のナンバー・ワン楽曲数保持者としては、アッシャーを抜き最多となり、また、女性シンガーとしてはビヨンセの5曲を大きく上回った。
「チアーズ (ドリンク・トゥ・ザット)」では当初アヴリル・ラヴィーンとのデュエットを望んでいたが、サウンドが似ており、アヴリルの曲と間違えられても困るということで、代わりにリアーナお気に入りのアヴリルの曲である「アイム・ウィズ・ユー」をサンプリングすることに落ち着いた。

## シングル
- 1st「オンリー・ガール (イン・ザ・ワールド)」2010年9月10日 / Billboard Hot 100 最高1位
- 2nd「ホワッツ・マイ・ネーム feat. ドレイク」2010年10月26日 / Billboard Hot 100 最高1位
- 3rd「レイニング・メン feat. ニッキー・ミナージュ」2010年12月7日 /
- 4th「S&M」2011年1月21日 / Billboard Hot 100 最高1位
- 5th「マン・ダウン」2011年3月3日 / Billboard Hot 100 最高59位
- 6th「カリフォルニア・キング・ベッド」2011年3月13日 / Billboard Hot 100 最高37位
- 7th「チアーズ (ドリンク・トゥ・ザット)」2011年8月2日 / Billboard Hot 100 最高7位

## 収録
1. S&M / S&M（ブリトニー・スピアーズとのリミックス版「S&M (Remix)」も発売）
2. ホワッツ・マイ・ネーム feat. ドレイク / What's My Name? feat. Drake
3. チアーズ (ドリンク・トゥ・ザット) / Cheers (Drink To That)
4. フェーディング / Fading
5. オンリー・ガール (イン・ザ・ワールド) / Only Girl (In The World)
6. カリフォルニア・キング・ベッド / California King Bed
7. マン・ダウン / Man Down
8. レイニング・メン feat. ニッキー・ミナージュ / Raining Men feat. Nicki Minaj
9. コンプリケイテッド / Complicated
10. スキン / Skin
11. ラヴ・ザ・ウェイ・ユー・ライ feat. エミネム (パートII) / Love The Way You Lie (Part II) feat. Eminem
12. オンリー・ガール (イン・ザ・ワールド)(ビンボ・ジョーンズ・ラジオ) / Only Girl (In The World) - The Bimbo Jones Radio（日本版ボーナス・トラック）
13. オンリー・ガール (イン・ザ・ワールド)(CCW・ラジオ・ミックス) / Only Girl (In The World) - CCW Radio Mix（日本版ボーナス・トラック）